# Ferula plurivittata
Ferula plurivittata är en flockblommig växtart som beskrevs av Jevgenij Korovin. Ferula plurivittata ingår i släktet stinkflokesläktet, och familjen flockblommiga växter. Inga underarter finns listade i Catalogue of Life.